# The Falconer (Film)
The Falconer (arabisch الصقار, DMG aṣ-Ṣaqqār) ist ein Filmdrama von Adam Sjöberg und Seanne Winslow, das im Oktober 2021 beim Austin Film Festival erstmals gezeigt wurde und im März 2022 beim Manchester Film Festival seine internationale Premiere feiern soll.

## Handlung
Tariq und Cai leben im Oman und sind beste Freunde. Während Tariq im Libanon geboren wurde und der Sohn eines armen Imkers ist, stammt Cai aus einem wohlhabenden Elternhaus und verbringt seine Sommer meist im Ausland. Sie sind durch ihre Liebe zu den Tieren in einem heruntergekommenen Zoo verbunden, in dem sie beide arbeiten.

## Produktion
Regie führten Seanne Winslow und Adam Sjoberg, die auch das Drehbuch schrieben. Ihr Film ist von wahren Begebenheiten inspiriert.
In den Hauptrollen zu sehen sind Rami Zahar als Tariq, Noor Al Huda als dessen Schwester Alia und Rupert Fennessy als Cai.
The Falconer gilt als der erste internationale Film, der vollständig im Oman gedreht wurde. Als Kameramann fungierte Nicholas Bupp.
Eine erste Vorstellung des Films erfolgte im Oktober 2021 beim Austin Film Festival. Die internationale Premiere erfolgte am 13. März 2022 beim Manchester Film Festival. Hiernach wurde der Film beim Oxford Film Festival gezeigt und im April 2022 beim Florida Film Festival und beim Sarasota Film Festival.

## Auszeichnungen
Manchester Film Festival 2022
- Nominierung im Wettbewerb[9]